# تپه هشتادقان
تپه هشتادقان مربوط به دوران‌های تاریخی پس از اسلام است و در شهرستان اراک، روستای مرادآباد واقع شده و این اثر در تاریخ ۱۱ دی ۱۳۸۰ با شمارهٔ ثبت ۴۶۲۳ به‌عنوان یکی از آثار ملی ایران به ثبت رسیده‌است.